# فهرست توئیت‌ها با بیشترین بازنشر
این مقاله، فهرستی از توییت‌هایی که بیشترین بازنشر را دارند نشان می‌دهد (بازنشر یا ریتوییت، به توییتی گفته می‌شود که دوباره توسط حساب‌های دیگر بدون هیچ تغییری ارسال می‌گردد). توییتر، فهرستی رسمی از این قبایل را ارائه نمی‌کند، اما رسانه‌های دیگر این فهرست‌ها را تهیه می‌کنند. تا ژانویه ۲۰۲۳، توییت برتر این فهرست بیش از ۴ میلیون ریتوییت دارد و توسط میلیاردر ژاپنی یوساکو مائزاوا توییت شده‌است.

## فهرست
| رتبه | توییت | ارسال‌شده توسط                         | ری‌توییت‌ها (میلیون) | تاریخ ارسال    | زمینه |
| ---- | --- | ------------------------------------- | ------------------ | -------------- | ----- |
| ۱    | ZOZOTOWN新春セールが史上最速で取扱高۱۰۰億円を先ほど突破！！日頃の感謝を込め、僕個人から۱۰۰名様に۱۰۰万円【総額۱億円のお年玉】を現金でプレゼントします。応募方法は、僕をフォローいただいた上、このツイートをRTするだけ。受付は۱/۷まで。当選者には僕から直接DMします！ #月に行くならお年玉 | یوساکو مائزاوا yousuck2020@           | ۴                  | ۵ ژانویه ۲۰۱۹  | [ A ] |
| ۲    | 🎍謹賀新年🎍【総額۱۰億円】#前澤お年玉 ۱۰۰万円を۱۰۰۰人にプレゼントします！企画趣旨や当選条件などはYouTubeで説明してます。 | یوساکو مائزاوا yousuck2020@           | ۳٫۲                | ۳۱ دسامبر ۲۰۱۹ |       |
| ۳    | HELP ME PLEASE. A MAN NEEDS HIS NUGGS | کارتر ویلکرسون carterjwm@             | ۳٫۱                | ۵ آوریل ۲۰۱۷   |       |
| ۴    | [It is with immeasurable grief that we confirm the passing of Chadwick Boseman. Chadwick was diagnosed with stage III colon cancer in 2016, and battled with it these last 4 years as it progressed to stage IV...]                                                                     | خانوادهٔ چادویک بوزمن chadwickboseman@ | ۲٫۹                | ۲۸ اوت ۲۰۲۰    |       |
| ۵    | If only Bradley's arm was longer. Best photo ever #oscars | الن دی‌جنرس TheEllenShow@              | ۲٫۹                | ۲ مارس ۲۰۱۴    |       |
| ۶    | Always in my heart @Harry_Styles. Yours sincerely, Louis | لویی تاملینسون Louis_Tomlinson@       | ۲٫۸                | ۲ اکتبر ۲۰۱۱   |       |
| ۷    | #ヒカキンサンタ のプレゼント🎅🎄🎁 わたくしヒカキンをフォロー&この投稿をリツイートで【総額۱٬۰۰۰万円分】iPhone 13が۱۰۳名様に当たります🎉🤣🎊 応募締切は۱۲/۲۵(土)۲۳:۵۹まで！詳しくはYouTube動画とこのツイートのリプライをご覧ください😎👍https://youtu.be/fAaUrN7TXxw# クリスマスボックス | هیکاکین hikakin@                      | ۱٫۸                | ۱۸ دسامبر ۲۰۲۱ |       |
| ۸    | Never Not 💜 | جونگ‌کوک BTS_twt@                      | ۱٫۷                | May ۳ ۲۰۲۰     |       |
| ۹    | LIMONADA 🗿 | ال روبیوس Rubiu5@                     | ۱٫۶                | ۲۰ اوت ۲۰۱۶    |       |
| ۱۰   | "No one is born hating another person because of the color of his skin or his background or his religion..." | باراک اوباما BarackObama@             | ۱٫۵                | ۱۲ اوت ۲۰۱۷    |       |

## یادداشت
1. ↑  در ۵ ژانویه ۲۰۱۹، یوساکو مائزاوا، میلیاردر ژاپنی، توییتی منتشر کرد که در آن قول داد ۱۰۰ میلیون ین (۹۲۴٫۳ هزار دلار) تصادفی بین ۱۰۰ نفر که حساب کاربری او را دنبال کرده و توییتش را ری‌توییت کرده‌اند، بدهد. این توییت به سرعت در ژاپن محبوب شد و در عرض ۲۴ ساعت از توییت کارتر ویلکرسون پیشی گرفت.[۴]